# Passione (công ty)
Passione Co., Ltd. (Nhật: 株式会社パッショーネ (Chu thức Hội xã Passione) Hepburn: Kabushiki-gaisha Passhōne) là một xưởng phim hoạt hình Nhật Bản được thành lập  vào năm 2011 và có trụ sở tại Musashino, Tokyo.

## Phim sản xuất

### Anime truyền hình
| Năm phát sóng | Tên                                                            | Nguồn  |
| ------------- | -------------------------------------------------------------- | ------ |
| 2012-2013     | Haitai Nanafa                                                  | [ 2 ]  |
| 2014          | Rail Wars! Nihon Kokuyū Tetsudō Kōantai                        | [ 2 ]  |
| 2015          | Rokka no Yūsha                                                 | [ 2 ]  |
| 2017          | Hinako Note                                                    | [ 2 ]  |
| 2018          | Citrus                                                         | [ 3 ]  |
| 2018          | Highschool DxD Hero                                            | [ 4 ]  |
| 2019          | Rinshi!! Ekoda-chan (sản xuất tập 9)                           |        |
| 2019          | Joshi Kōsei no Mudazuka                                        | [ 5 ]  |
| 2019          | Z/X Code reunion                                               | [ 6 ]  |
| 2020          | Interspecies Reviewers                                         | [ 7 ]  |
| 2020-2021     | Higurashi no Naku Koro ni – Gou                                | [ 8 ]  |
| 2021          | Higurashi no Naku Koro ni – Sotsu                              | [ 9 ]  |
| 2021          | Mieruko-chan                                                   | [ 10 ] |
| 2022          | Isekai Meikyū de Harem o                                       | [ 11 ] |
| 2022          | Ái Tình Flops                                                  | [ 12 ] |
| 2023          | Seiken Gakuin no Maken Tsukai                                  | [ 13 ] |
| 2023          | Watashi no Yuri wa Oshigoto Desu! (sản xuất cùng Studio Lings) | [ 14 ] |
| 2024          | Ōkami to Kōshinryō: merchant meets the wise wolf               | [ 15 ] |
| 2024          | Ishura                                                         | [ 16 ] |
| 2024          | Hitoribotchi no Isekai Kōryaku                                 | [ 17 ] |
| 2025          | Katainaka no Ossan, Kensei ni Naru                             | [ 18 ] |
| Chưa công bố  | Mato Seihei no Slave (mùa 2)                                   | [ 19 ] |

### OVA
- God Eater Rezo Nantoka Gekijou (2018; đồng sản xuất với Creators in Pack)
- Kyochū Rettō (2019)[20]
- Bean Bandit (2021)[21]

### Hoạt hình điện ảnh
- Kyochū Rettō (2020)[22]
- Ōmuro-ke dear friends (2024)[23]
- Ōmuro-ke dear sisters (2024)[23]